# Zora Neale Hurston
Zora Neale Hurston (Eatonville, Florida 7 de gener de 1891 – 28 de gener de 1960) va ser una antropòloga, folklorista i escriptora nord-americana i una de les figures més importants del renaixement de Harlem. La seva obra literària, àmpliament reconeguda en l'actualitat, no va ser apreciada mentre va estar viva i Hurston va morir en la pobresa. La seva obra més coneguda és la novel·la Their Eyes Were Watching God (Els seus ulls miraven a Déu, 1937), obra de continguts semibiogràfics.

### Novel·la i relats
- Jonah's Gourd Vine (Filadèlfia i Londres: Lippincott, 1934; Londres: Duckworth, 1934) - novel·la;
- Mules and Men (Filadèlfia i Londres: Lippincott, 1935; Londres: Kegan Paul, 1936) - relats populars afroamericans (folklore);
- Their Eyes Were Watching God (Filadèlfia i Londres: Lippincott, 1937; Londres: Dent, 1938) - novel·la;
- Tell My Horse (Filadèlfia: Lippincott, 1938); reeditat com Voodoo Gods. An Inquiry into Native Myths and Magic in Jamaica and Haiti (Londres: Dent, 1939);
- Moses, Man of the Mountain (Filadèlfia: Lippincott, 1939); reeditat com The Man of the Mountain (Londres: Dent, 1941) - novel·la;
- Dust Tracks on a Road (Filadèlfia i Londres: Lippincott, 1942; Londres i Nova York: Hutchinson, 1944);
- Seraph on the Suwanee: A Novel (Nova York: Scribners, 1948);
- I Love Myself When I Am Laughing ... and Then Again When I Am Looking Mean and Impressive: A Zora Neale Hurston Reader, editat per Alice Walker (Old Westbury, N. Y.: Feminist Press, 1979);
- The Sanctified Church (Berkeley: Turtle Island Foundation, 1981);
- Mule Bone: A Comedy of Negro Life, Por Hurston i Langston Hughes, editat per George Houston Bass i Henry Louis Gates Jr. (Nova York: HarperPerennial, 1991).

Col·leccions:
- Spunk: The Selected Stories of Zora Neale Hurston, editat per Bob Callahan (Berkeley, Cal.: Turtle Island Foundation, 1985);
- The Complete Stories, editat per Henry Louis Gates Jr. i Sieglinde Lemke (Nova York: HarperCollins, 1995);
- Folklore, Memoirs, and Other Writings, editat per Cheryl A. Wall (Nova York: Library of America, 1995);
- Novels and Stories (Nova York: Library of America, 1995);
- Sweat, edited by Wall (New Brunswick, N.J.: Rutgers University Press, 1997).

Uns altres:
- The First One: A Play, in Ebony and Topaz: A Collectanea, edited by Charles S. Johnson (Nova York: National Urban League, 1927), pàg. 5357.